# Számosság
A halmazelméletben a számosság fogalma a „halmazok elemszámának” az általánosítása a véges (azaz véges számosságú) halmazokról a végtelen (azaz végtelen számosságú) halmazokra. Véges halmazok esetében a számosság megegyezik tehát a halmaz elemeinek a számával, amely természetes szám, beleértve a nullát is, s ez az üres halmaz elemszámának felel meg. A halmazok számosságának a jelölésére is ugyanazt a jelölést használjuk, mint a véges halmazok esetén a halmazok elemszámának a jelölésére, azaz tetszőleges {\displaystyle H} halmaz számosságának vagy kardinális számának a jele: {\displaystyle |H|}.

## Számosságok relációi

### Egyenlőség
Legyen {\displaystyle A,B} két tetszőleges halmaz. Akkor mondjuk, hogy az {\displaystyle A} és {\displaystyle B} halmazok ekvivalensek (vagy más szóval egyenlő számosságúak), ha létezik {\displaystyle A\to B} bijektív leképezés.
Megjegyzés: A halmazok ekvivalenciája halmazok tetszés szerinti halmazában ekvivalenciareláció.

### Kisebb-nagyobb reláció
Legyen {\displaystyle A,B} két tetszőleges halmaz. Akkor mondjuk, hogy {\displaystyle |A|\leq |B|}, ha létezik {\displaystyle f:A\to B} injektív leképezés, ami {\displaystyle A} minden eleméhez {\displaystyle B} más-más elemét rendeli, azaz {\displaystyle A} ekvivalens {\displaystyle B} egy részhalmazával.
Ha létezik ilyen injektív leképezés, de {\displaystyle A} {\displaystyle B}-vel magával már nem ekvivalens, azaz nincs megfelelő bijektív leképezés, akkor {\displaystyle B} számossága nagyobb, mint {\displaystyle A} számossága. Jele: {\displaystyle |A|<|B|}.

### Cantor-Bernstein-tétel
Belátható a következő (végtelen halmazok esetében nem triviális) tétel:
Ha {\displaystyle |A|\geq |B|} és {\displaystyle |A|\leq |B|}, akkor {\displaystyle |A|=|B|\,}.
Alternatív megfogalmazás:
Ha az {\displaystyle A\,} és {\displaystyle B\,} halmazok között léteznek {\displaystyle f:A\to B} és {\displaystyle g:B\to A} injektív leképezések, akkor létezik egy {\displaystyle h:A\to B} injektív ráképezés (bijekció) is.
Azaz, ha létezik olyan {\displaystyle f\,} függvény, ami az {\displaystyle A\,} halmaz elemeihez a {\displaystyle B\,} halmaz különböző elemeit rendeli, és egy {\displaystyle g\,} függvény, ami {\displaystyle B\,} elemeihez {\displaystyle A\,} különböző elemeit rendeli, akkor létezik olyan {\displaystyle h\,} függvény is, mely {\displaystyle A\;} és {\displaystyle B\,} elemei között kölcsönösen egyértelmű megfeleltetést létesít.
A tétel szemléletesen értelmezve azt jelenti, hogy a halmazok számosságai a rendezési (kisebb-nagyobb) relációjukra nézve láncot alkotnak (a számosságok rendezése trichotom jellegű), azaz ha a és b halmazok (nem feltétlenül finit) elemszámai, akkor az a<b, a=b és a>b lehetőségek közül pontosan egy teljesül.

## Megszámlálható halmaz
A véges halmazokat és a megszámlálhatóan végtelen halmazokat megszámlálható halmazoknak nevezzük.

### Véges halmaz
Azt mondjuk, hogy egy halmaz véges, ha nem létezik olyan valódi részhalmaza, amellyel ekvivalens.
Megjegyzés. A véges halmazok fenti definíciója ekvivalens a következő, a természetes szám fogalmát is használó definícióval: Tetszőleges {\displaystyle A} halmazt véges halmaznak nevezünk, ha valamely {\displaystyle n\in \mathbb {N} } természetes számra létezik {\displaystyle \{0,...,n-1\}\to A} bijekció, beleértve az üres halmazt is {\displaystyle n=0} esetén.
(Vagy másképpen: {\displaystyle A} véges halmaz, ha létezik {\displaystyle n} természetes szám és {\displaystyle b:n\to A} bijekció, ahol {\displaystyle n} Neumann-féle halmazelméleti definíciója {\displaystyle 0=\emptyset ,1=\{0\},2=\{0,1\},\dots } )

#### Példák
- Legyen {\displaystyle A=\{1,3,7,21\}}. Ekkor {\displaystyle |A|=4}.
- A {\displaystyle H} véges halmaz hatványhalmazának a számossága {\displaystyle 2^{|H|}}.

### Megszámlálhatóan végtelen halmaz
Azt mondjuk, hogy a {\displaystyle H} halmaz megszámlálhatóan végtelen, ha létezik {\displaystyle H\to \mathbb {N} } bijekció, ahol {\displaystyle \mathbb {N} } a természetes számok halmaza.

#### Jelölés
A természetes számok halmaza, illetve a megszámlálhatóan végtelen halmazok számosságát Georg Cantor után szokásosan {\displaystyle \aleph _{0}} (ejtsd: alef null, ahol az alef karakter a héber ábécé első betűje) jelöli. Ez a legkisebb végtelen számosság (ezért is a nulla alsó index).

#### Következmények
- A természetes számokkal való bijekció pont azt jelenti, hogy ezek a halmazok sorba rendezhetőek. (Hiszen minden halmazbeli elemhez egy-egy értelmű megfeleltetéssel egy sorszámot rendelünk.)
- A halmazelmélet szokásos felépítésében, a ZFC-axiómarendszer esetén igaz az az állítás, hogy tetszőleges végtelen halmaznak van {\displaystyle \aleph _{0}} számosságú részhalmaza. Más axiómarendszerekben ez nem feltétlenül teljesül (például az ún. ZFU-ban).[1]

#### Példák
- A természetes számok halmaza ({\displaystyle \mathbb {N} }) megszámlálhatóan végtelen sok elemű, hiszen a természetes számok egy-egy értelműen megfeleltethetők a természetes számoknak: minden egyes természetes számhoz hozzárendeljük önmagát mint sorszámot.
- Az egész számok halmaza ({\displaystyle \mathbb {Z} }) megszámlálható, mivel számossága egyenlő a természetes számok számosságával. Ezt könnyű belátni, hiszen legyen a leképező függvényünk a következő: {\displaystyle f(x)=\left\{{\begin{array}{ll}2x&(x\geq 0)\\-2x-1&(x<0)\end{array}}\right.}

Azaz minden nemnegatív számhoz rendeljük a páros számokat és minden negatívhoz a páratlanokat. Ez egy jó példa arra, hogy végtelen halmazok esetében lehetséges, hogy egy halmaz és annak egy valódi részhalmaza egyenlő számosságú.
- A racionális számok halmaza ({\displaystyle \mathbb {Q} }) megszámlálhatóan végtelen. Ugyanis minden pozitív racionális szám egyértelműen felírható {\displaystyle {\frac {p}{q}}} alakban, ahol p és q pozitív egész számok relatív prímek. A (p, q) számpárt értelmezhetjük úgy, mint egy P pont koordinátáját a síkon. Minden ilyen P egy egész koordinátájú rácspontra esik. Az egész koordinátájú rácspontokat viszont az alábbi ábrán látható lila út mentén a balfelső sarokból kezdve sorra fel lehet keresni visszatérés nélkül, így a P pontok is sorba rendezhetők a bejárási út mentén, sorrendjük szerint pedig egyértelműen megfeleltethetők a természetes számoknak.

Hasonlóan belátható, hogy a negatív racionális számok is megszámlálhatóan végtelen sokan vannak. A pozitív és a negatív racionális számok együtt is megszámlálhatóan végtelen sokan vannak, mivel össze tudjuk őket fésülni az egész számok példájában látott leképezéssel. Már csak a 0 maradt ki: tegyük a nullát a számlálásunk legelejére, az 1. pozícióba, a többi racionális szám megszámlálását pedig ismételjük meg a fenti módon, csak éppen a 2. sorszámtól!

### Néhány idekapcsolódó egyszerű tétel bizonyítás nélkül
- Ha A megszámlálható és a tőle diszjunkt B halmaz véges, akkor {\displaystyle A\cup B} is megszámlálható.
- A diszjunkt A és B halmazok egyesítésének s számossága csak A és B számosságától függ, vagyis ha A és B helyére a velük egyenlő számosságú A’, illetve B’ halmazokat tesszük úgy, hogy A’ és B’ diszjunktak, akkor utóbbiak egyesítésének a számossága is s lesz.
- Ha véges sok (mondjuk k darab) diszjunkt Ai halmazunk van és mindegyik megszámlálható, akkor {\displaystyle A=\bigcup \limits _{i=1}^{k}A_{i}} is megszámlálható.
- Megszámlálható sok diszjunkt Ai halmazunk van és mindegyik megszámlálható, akkor az egyesítésük, vagyis {\displaystyle \bigcup \limits _{i=1}^{\infty }A_{i}} halmaz is megszámlálható.
- {\displaystyle \mathbb {N} } összes véges részhalmazainak a halmaza is megszámlálható.

## Kontinuum halmaz
Azt mondjuk, hogy a {\displaystyle H} halmaz kontinuum számosságú, ha létezik {\displaystyle H\to \mathbb {R} } bijekció, ahol {\displaystyle \mathbb {R} } a valós számok halmaza.

### Jelölés
A kontinuum számosságot Cantor {\displaystyle {\mathfrak {c}}}-vel (gót c) jelölte.

### Példa
A „legegyszerűbb” ilyen halmaz a [0,1] zárt intervallumba tartozó valós számok halmaza. Ennek számossága kontinuum. Lássuk ezt be!
Ez a {\displaystyle |H|} számosság legalább megszámlálhatóan végtelen (hisz {\displaystyle H} tartalmazza például a nyilvánvalóan megszámlálhatóan végtelen {\displaystyle {\Big \{}{\frac {1}{2}},{\frac {1}{3}},{\frac {1}{4}},...{\Big \}}} részhalmazt). Indirekt tegyük fel, hogy {\displaystyle H} megszámlálhatóan végtelen, vagyis elemeit valamilyen (v1, v2, …) sorrendbe rendezhetjük.
Minden ilyen vi egy 0 és 1 közötti valós szám, felírható tehát végtelen tizedes törtként 0,vi1vi2vi3… alakban. (Ez a felírás nem egyértelmű, pl.: 0,5000 = 0,49999…. Ezért most az egyértelműség kedvéért zárjuk ki azt a felírási módot, ahol egy idő után csupa kilences következik.) Az indirekt feltevés szerint tehát a
0,v11v12v13…
0,v21v22v23…
0,v31v32v33…
…
sorozat {\displaystyle H} minden elemét tartalmazná. A táblázat „átlója” mentén végighaladva készítsünk egy olyan w valós számot, melynek w=0,w1w2w3… tizedestört alakjához úgy jutunk, hogy ha vii = 1 volt, akkor legyen wi = 2, ha pedig vii ≠ 1 volt, akkor legyen wi = 1. Ez a w szám biztos nem szerepelhetett a fenti táblázatban, hisz bármely j-re elmondható, hogy vj szám j-edik tizedesjegye különbözik a w szám j-edik tizedesjegyétől. Mivel így nem minden 0 és 1 közötti valós szám szerepel a felsorolásban, ellentmondásra jutunk, tehát {\displaystyle |H|} nem lehet megszámlálható.

### Néhány idekapcsolódó egyszerű tétel bizonyítás nélkül
- Legyen A egy véges vagy megszámlálhatóan végtelen halmaz, B pedig egy tőle diszjunkt, kontinuum számosságú halmaz. Ekkor {\displaystyle |A\cup B|=|B|}.
- Megszámlálhatóan végtelen halmaz hatványhalmaza épp kontinuum számosságú.

## Megjegyzés
- Struktúra számosságán a struktúra alaphalmazának számosságát értjük.[2]

## Külső hivatkozások
- Rédei László: Algebra (Akadémiai, 1954) I. kötet
- Szendrei Ágnes: Diszkrét matematika (Polygon – JATE Bolyai Intézet, Szeged, 1994)
- Hajnal András – Hamburger Péter: Halmazelmélet (Nemzeti Tankönyvkiadó, 1994) 3. kiadás. ISBN 963-18-5998-3